# أولاد يحيى (الغنانمة)
أولاد يحيى هو دُوَّار يقع بجماعة تمصلوحت، إقليم الحوز، جهة مراكش آسفي في المملكة المغربية. ينتمي الدوّار لمشيخة الغنانمة التي تضم 14 دوار. يقدر عدد سكانه بـ 2728 نسمة حسب الإحصاء الرسمي للسكان والسكنى لسنة 2004.

## روابط خارجية
- البوابة الوطنية للجماعات الترابية
- المندوبية السامية للتخطيط